# 岩芝公治
岩芝 公治（いわしば こうじ）は、日本の子役。

## 出演

### テレビドラマ
- 連続テレビ小説（NHK）
  - 「はっさい先生」（1987年10月5日 - 1988年4月2日）
  - 「純ちゃんの応援歌」第1話 - 第4話・第6話 - 第33話・第35話 - 第65話・第149話（1988年10月3日 - 10月6日・10月8日 - 11月9日・11月11日 - 12月16日・1989年3月30日） - 小野昭（幼少期） 役[1]
- 乱歩賞作家サスペンス「かあちゃんは犯人じゃない」（1988年4月25日、フジテレビ）
- 「もどり橋」（1988年11月26日、NHK）
- 「新1・2・3と4・5・ロク」第39話（1990年1月12日、TBS） - 辰己弘志 役
- 「わんぱく天使」（1990年4月13日 - 1991年3月29日、フジテレビ）
- 「鬼平犯科帳」 第3シリーズ 第9話「雨隠れの鶴吉」（1992年2月19日、フジテレビ）
- 「八百八町夢日記 スペシャル『国盗り夢物語』」（1992年3月24日、日本テレビ）
- 「胸さわぎの15才」第11話・最終話（1992年12月11日・12月18日、フジテレビ）